# Зарічанська сільська рада (Корсунь-Шевченківський район)
Заріча́нська сільська́ ра́да — адміністративно-територіальна одиниця та орган місцевого самоврядування в Корсунь-Шевченківському районі Черкаської області. Адміністративний центр — село Заріччя.

## Загальні відомості
- Населення ради: 1 105 осіб (станом на 2001 рік)

## Населені пункти
Сільській раді підпорядковані населені пункти:
- с. Заріччя
- с. Миколаївка
- с. Склименці
- хутір Хлерівка

## Склад ради
Рада складається з 12 депутатів та голови.
- Голова ради: Кравченко Микола Васильович
- Секретар ради: Поковба Ольга Володимирівна

### Керівний склад попередніх скликань
| Прізвище, ім'я, по батькові | Основні відомості                                                         | Дата обрання | Дата звільнення |
| --------------------------- | ------------------------------------------------------------------------- | ------------ | --------------- |
| Кравченко Микола Васильович | Сільський голова, 1968 року народження, освіта вища, безпартійний         | 26.03.2006   | 31.10.2010      |
| Кравченко Микола Васильович | Сільський голова, 1968 року народження, освіта вища, член Партії регіонів | 31.10.2010   |                 |

Примітка: таблиця складена за даними сайту Верховної Ради України

### Депутати
За результатами місцевих виборів 2010 року депутатами ради стали:

#### За суб'єктами висування
| Суб'єкт висування | Кількість обраних депутатів | %    |
| ----------------- | --------------------------- | ---- |
| Самовисування     | 7                           | 58,3 |
| Партія регіонів   | 5                           | 41,7 |

#### За округами
| № округу        | Прізвище, ім'я, по батькові   | Дата визнання обраним | Освіта             | Партійна приналежність | Відомості про обраного депутата                    |
| --------------- | ----------------------------- | --------------------- | ------------------ | ---------------------- | -------------------------------------------------- |
| Партія регіонів |                               |                       |                    |                        |                                                    |
| 2               | Логвиненко Людмила Віталіївна | 04.11.2010            | вища               | член Партії регіонів   | Зарічанський НВК, вчитель історії та правознавства |
| 3               | Поковба Ольга Володимирівна   | 04.11.2010            | вища               | член Партії регіонів   | Сільська рада, секретар                            |
| 4               | Мельник Ірина Михайлівна      | 04.11.2010            | вища               | член Партії регіонів   | пенсіонер                                          |
| 6               | Микитюк Ольга Семенівна       | 04.11.2010            | вища               | член Партії регіонів   | СТОВ «Родина», бухгалтер                           |
| 10              | Романець Катерина Андріївна   | 04.11.2010            | вища               | член Партії регіонів   | Сільська рада, землевпорядник                      |
| Самовисування   |                               |                       |                    |                        |                                                    |
| 1               | Литус Валентина Іванівна      | 04.11.2010            | вища               | позапартійна           | Зарічанський НВК, вчитель біології та хімії        |
| 5               | Підвальна Рита Володимирівна  | 04.11.2010            | середня спеціальна | позапартійна           | Стеблів ДВЛ, ветфельшер                            |
| 7               | Поліщук Галина Володимирівна  | 04.11.2010            | середня спеціальна | позапартійна           | Сільська рада, медсестра                           |
| 8               | Алексєєв Василь Анатолійович  | 04.11.2010            | вища               | позапартійний          | Зарічанський НВК, ст. кочегар                      |
| 9               | Порпленко Світлана Миколаївна | 04.11.2010            | середня спеціальна | позапартійна           | Тер. центр, соц..працівник                         |
| 11              | Мусієнко Тамара Петрівна      | 04.11.2010            | середня            | позапартійна           | Відділення зв'язку, листоноша                      |
| 12              | Глущенко Віктор Іванович      | 04.11.2010            | середня            | позапартійний          | СТОВ "Агрофірма «Злагода», водій                   |